# NGC 6076
NGC 6076 ist eine gravitationell gebundene Doppelgalaxie, bestehend aus den Galaxien PGC 57409 und PGC 200331. Beide Galaxien besitzen eine scheinbare Helligkeit von 14,4 mag und sind elliptische Galaxien vom Hubble-Typ E0 + E1 im Sternbild Nördliche Krone. Sie sind nur mit modernen Instrumenten auflösbar und wurden als ein Objekt am 24. Juni 1864 von Albert Marth entdeckt.